# Great Wall Of China (álbum)
Great Wall Of China, posteriormente denominado The Great Wall Of China en sus siguientes ediciones, es la vigésimo séptima banda sonora compuesta por el grupo alemán de música electrónica Tangerine Dream. Publicada en diciembre de 1999 por el sello TDI se trata de la música compuesta para la película documental homónima producida por Quince Jackson.
Jonathan Widran, en su crítica para AllMusic, indica que "el mejor aspecto de la banda sonora de este legendario conjunto de la música electrónica alemana es que no necesitas las imágenes para apreciar completamente la música. Tangerine Dream ha tenido éxito con películas convencionales como Risky Business y documentales interesantes como este, y ofrece una mezcla de misterio, melancolía inquietante y energías percusivas palpitantes en cada escena, dependiendo de la necesidad del estado de ánimo."

## Producción

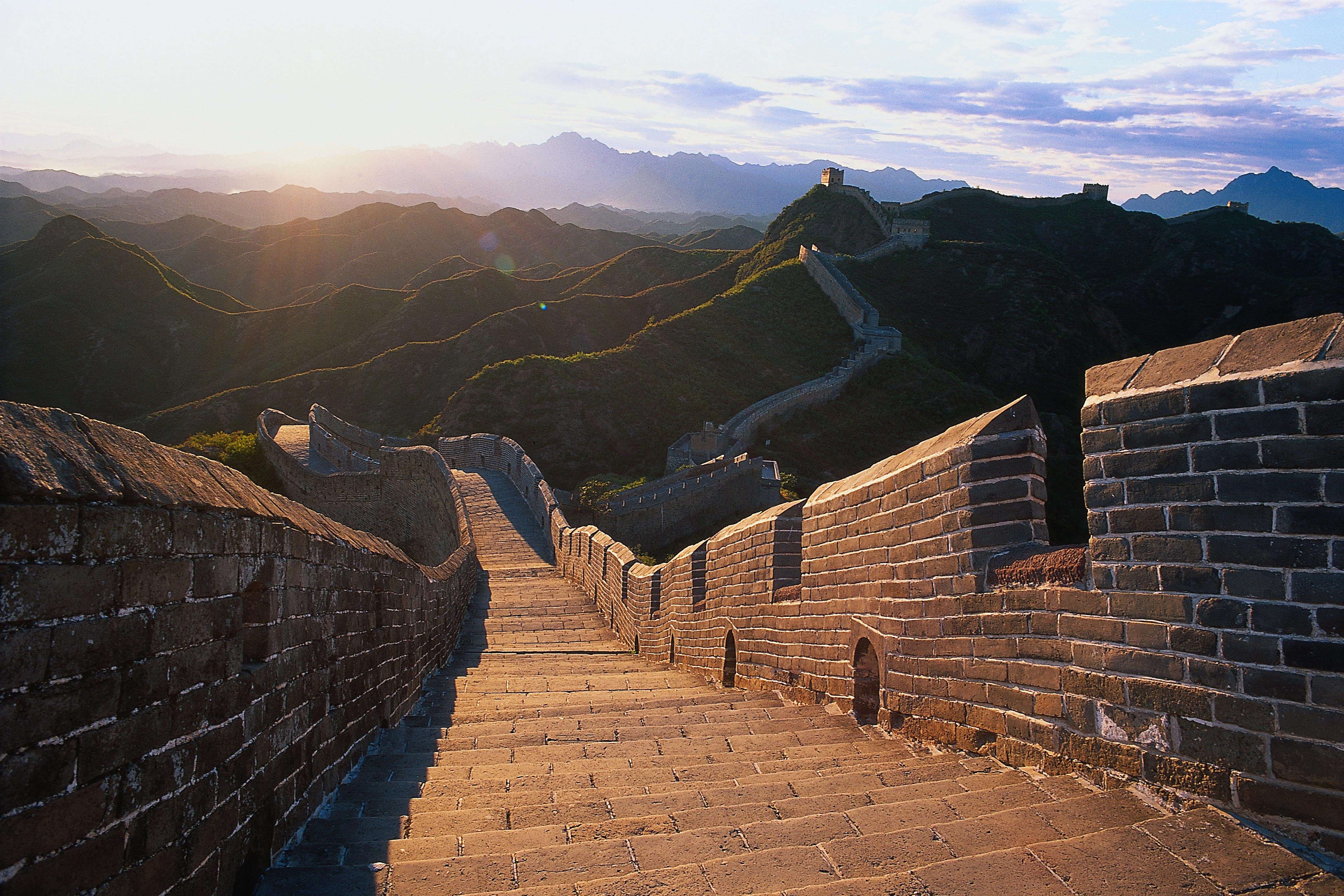
Panorámica de la Gran Muralla China

Great Wall Of China es un documental producido en China que hace un recorrido a través del emblemático monumento. Tangerine Dream, integrado entonces por Edgar y Jerome Froese, compusieron la banda sonora siguiendo el patrón mostrado en otros proyectos similares como Canyon Dreams (1991) u Oasis (1997). El álbum ha sido reeditado en numerosas ocasiones con modificaciones en el diseño gráfico, orden de las canciones o inclusiones de temas adicionales presentes inicialmente sólo para su distribución en formato digital.

## Lista de canciones
| N.º   | Título                     | Escritor(es)  | Duración |  |
| 1.    | «Meng Tian»                | Jerome Froese | 5:13     |  |
| 2.    | «Summer In Shauxi»         | Edgar Froese  | 3:58     |  |
| 3.    | «The South Gate Knights»   | Edgar Froese  | 5:59     |  |
| 4.    | «Silence The Barking Monk» | Edgar Froese  | 7:23     |  |
| 5.    | «Zhu Zhanji»               | Edgar Froese  | 6:14     |  |
| 6.    | «Stranded Without Shade»   | Jerome Froese | 4:32     |  |
| 7.    | «No More Candles Burning»  | Jerome Froese | 4:12     |  |
| 8.    | «Lights Of Beijing»        | Jerome Froese | 5:44     |  |
| 9.    | «Snow On Dragon's Peak»    | Jerome Froese | 4:43     |  |
| 10.   | «Cradle Of Prodigies»      | Jerome Froese | 5:22     |  |
| 11.   | «Tiger Forest»             | Edgar Froese  | 4:24     |  |
| 57:44 |                            |               |          |  |

## Personal
- Edgar Froese - instrumentación, diseño gráfico y producción
- Jerome Froese - instrumentación y masterización
- Bob Parker - ingeniería de grabación
- Burt Baalsen - técnico de sonido